# Magischer Würfel
Magische Würfel sind eine dreidimensionale Variante von magischen Quadraten. Ein großer Würfel wird durch Schnitte in viele kleinere Würfel unterteilt. Ziel dieser Knobelei ist es nun, jedem dieser Würfel verschiedene Zahlen so zuzuordnen, dass die Summe jeder Kantenparallelen den gleichen konstanten Wert X annimmt. Zudem müssen auch die vier Raumdiagonalen die gleiche Summe X bilden.

## Ordnungen

Beispiel für einen magischen Würfel der Ordnung 3. die magische Summe ist 42

Man spricht von einem magischen Würfel n-ter Ordnung, wenn er die Kantenlänge n hat. Durch entsprechende Schnitte parallel zu den Kanten kann man somit 3n verschiedene magische Quadrate bilden.
Einen magischen Würfel der Ordnung 6 kann man durch Rekursion aus 27 magischen Würfeln der Ordnung 2 herstellen, indem man innerhalb der kleineren magischen Würfel jeweils eine Konstante (n−1)·27 addiert, wobei n in jedem Teilwürfel eine andere Zahl darstellt. Die räumliche Verteilung dieser Konstanten muss der Verteilung der Zahlen in einem magischen Würfel der Ordnung 2 entsprechen (also etwa n = 16 für den Würfel vorne links oben, 14 für den mittleren Würfel, …).
Von einem perfekten magischen Würfel spricht man, wenn auch die Flächendiagonalen dieser magischen Quadrate die Summe X bilden. Einen solchen magischen Würfel der Ordnung 7 zeigte der englische Missionar Andrew H. Frost im Jahre 1866, einen der 8. Ordnung der deutschamerikanische Landschaftsmaler Gustavus Frankenstein im Jahre 1875. Perfekte magische Würfel der Ordnungen 2, 3 und 4 kann es nicht geben, das ist bereits bewiesen. Aber ob es diese für die Ordnungen 5 und 6 gibt, war 150 Jahre lang unbekannt. Im September 2003 konnte aber der Mathematiker und Lehrer Walter Trump aus Deutschland einen perfekten magischen Würfel 6. Ordnung vorlegen. Innerhalb von zwei Monaten und mit der Hilfe von Christian Boyer aus Frankreich wurde nun auch ein Würfel 5. Ordnung gefunden. Diese lassen sich bei MathWorld bestaunen.
Mit dieser Entdeckung ist das Gebiet der magischen Quadrate und Würfel recht gut erforscht, die Kubisten wenden sich derzeit multimagischen Würfeln zu, bei denen nicht nur die Zahlen, sondern auch deren Quadratzahlen magische Quadrate und Würfel ergeben.
Die Summe für einen dreidimensionalen magischen Würfel wird mit folgender Formel berechnet:
{\displaystyle M_{3}(n)={\frac {n\,(n^{3}+1)}{2}}}

## Magische Hyperwürfel
Es gibt auch magische Hyperwürfel, die eine Dimension über 3 besitzen.
Man kann die Summe für einen p-Dimensionalen magischen Hyperwürfel mit folgender Formel berechnen:
{\displaystyle M_{p}(n)={\frac {n\,(n^{p}+1)}{2}}}